# Aloe vallaris
Aloe vallaris är en grästrädsväxtart som beskrevs av Leslie Larry Charles Leach. Aloe vallaris ingår i släktet Aloe och familjen grästrädsväxter. Inga underarter finns listade i Catalogue of Life.